# Marino Zorzi (vescovo)
Marino Zorzi (Giorgi) (Venezia, ... – Brescia, 28 agosto 1631) è stato un vescovo cattolico italiano.

## Biografia
Appartenente alla nobile famiglia veneziana degli Zorzi, era cugino del cardinale Gianfrancesco Morosini, al quale succedette come vescovo di Brescia. Dal 1592 al 1596 ricoprì l'incarico di nunzio apostolico nel Granducato di Toscana, anno in cui fu nominato vescovo di Brescia. Durante il suo episcopato, nel 1604, venne iniziata la costruzione del Duomo Nuovo.
Il vescovo è raffigurato nella pala La vergine assunta e i santi Carlo Borromeo, Francesco d'Assisi ed il vescovo Zorzi, opera del 1627 del pittore Jacopo Palma il Giovane e conservata nella Cappella Zorzi del Duomo Nuovo di Brescia, dove il vescovo venne sepolto nel 1631.

## Genealogia episcopale
La genealogia episcopale è:
- Cardinale Agostino Valier
- Vescovo Marino Zorzi